# Wuling, Chongqing
Wuling (kinesiska: 武陵) är en köping i sydvästra Kina. Den ligger i stadsdistriktet Wanzhou i storstadsområdet Chongqing, omkring 190 kilometer nordost om det centrala stadsdistriktet Yuzhong. Antalet invånare är 24 632. Befolkningen består av 12 675 kvinnor och 11 957 män. Barn under 15 år utgör 18,0 %, vuxna 15-64 år 65 %, och äldre över 65 år 15,0 %.